# Harbour Main-Chapel's Cove-Lakeview
Harbour Main-Chapel's Cove-Lakeview est une ville canadienne située sur l'île de Terre-Neuve dans la province de Terre-Neuve-et-Labrador.

## Personnalités
- Charles Furey (1828-1882), homme politique, est né à Harbour Main.